# Championnat de France de football de deuxième division 1950-1951
Navigation
Édition précédente Édition suivante
Le Championnat de France de football D2 1950-1951 se dispute en une poule unique de 18 clubs. 
L'Olympique lyonnais finit premier et accède en première division en compagnie du FC Metz. C'est la première année que sont introduits les matchs de barrage entre la première et la deuxième division. Vers la fin du championnat, les clubs de première division se sentant menacés se montrent de plus en plus hostiles et demandent leur suppression. (Ils resteront quand même en vigueur jusqu'à la saison 1957-1958. Ils réapparaitront ensuite lors de la saison 1963-1964).

## Les 18 clubs participants
| - Olympique d'Alès - Amiens SC - SCO Angers - RCFC Besançon - AS Béziers - AS Cannes - Le Mans UC - Olympique lyonnais - GSC Marseille | - FC Metz - AS Monaco - SO Montpellier - FC Nantes - CA Paris - FC Rouen - SC Toulon - AS Troyes - Valenciennes FC |

## Classement final
| #  | Club               | Joués | V  | N  | D  | bp:bc | +/- | Points |
| -- | ------------------ | ----- | -- | -- | -- | ----- | --- | ------ |
| 1  | Olympique lyonnais | 32    | 23 | 4  | 5  | 75-41 | +34 | 50     |
| 2  | FC Metz            | 32    | 20 | 6  | 6  | 74-32 | +42 | 46     |
| 3  | FC Rouen           | 32    | 18 | 4  | 10 | 51-43 | +8  | 40     |
| 4  | RCFC Besançon      | 32    | 17 | 4  | 11 | 66-49 | +17 | 38     |
| 5  | AS Monaco          | 32    | 13 | 11 | 8  | 56-42 | +14 | 37     |
| 6  | AS Cannes          | 32    | 13 | 9  | 10 | 76-47 | +29 | 35     |
| 7  | Amiens SC          | 32    | 10 | 12 | 10 | 53-42 | +11 | 32     |
| 8  | SO Montpellier     | 32    | 13 | 6  | 13 | 46-40 | +6  | 32     |
| 9  | AS Troyes          | 32    | 13 | 3  | 15 | 42-54 | -12 | 31     |
| 10 | FC Nantes          | 32    | 11 | 7  | 14 | 54-56 | -2  | 29     |
| 11 | SC Toulon          | 32    | 11 | 7  | 14 | 52-59 | -7  | 29     |
| 12 | Valenciennes FC    | 32    | 10 | 8  | 14 | 41-55 | -14 | 28     |
| 13 | Olympique d'Alès   | 32    | 10 | 8  | 14 | 34-56 | -22 | 28     |
| 14 | SCO Angers         | 32    | 7  | 9  | 16 | 47-67 | -20 | 23     |
| 15 | AS Béziers         | 32    | 7  | 8  | 17 | 39-60 | -21 | 22     |
| 16 | Le Mans UC         | 32    | 8  | 6  | 18 | 39-72 | -33 | 22     |
| 17 | CA Paris           | 32    | 9  | 4  | 19 | 31-61 | -30 | 22     |
| 18 | GSC Marseille      | 5     | 3  | 2  | 0  | 6-1   | 0   | 0      |

# position ; V victoires ; N match nuls ; D défaites ; bp:bc buts pour et buts contre
 Victoire à 2 points

## À l’issue de ce championnat
- Le Olympique lyonnais et le FC Metz sont promus en championnat de première division
- Equipes reléguées de la première division : Toulouse FC, Stade Français
- L’équipe du GSC Marseille met fin à ses activités en milieu de saison.
- Equipe promue en D2 : FC Grenoble

## Barrages pour l'accession en division 1
Les clubs de 2e division classés 3e et 4e rencontrent les clubs de 1re division classés respectivement 15e et 16e à l'issue du championnat.
Les barrages se déroulent sous la forme d'un mini championnat, les quatre équipes se rencontrant sur terrain neutre par opposition directe sur un seul match.
À l'issue de ce tournoi, les deux premiers accèdent à la 1re division (ou y restent) tandis que les deux derniers descendent en 2e division (ou y restent).
| Rang | Équipe        | Pts | J | G | N | P | Bp | Bc | GA    |  | Résultats (▼ dom., ► ext.) | RCL | FCS | RCFCB | FCR |
| ---- | ------------- | --- | - | - | - | - | -- | -- | ----- |  | -------------------------- | --- | --- | ----- | --- |
| 1    | RC Lens       | 4   | 3 | 2 | 0 | 1 | 9  | 5  | 1,8   |  | RC Lens                    |     | 1-4 | 2-0   | 6-1 |
| 2    | FC Sète       | 4   | 3 | 2 | 0 | 1 | 7  | 4  | 1,75  |  | FC Sète                    |     |     | 3-2   | 0-1 |
| 3    | RCFC Besançon | 2   | 3 | 1 | 0 | 2 | 4  | 6  | 0,667 |  | RCFC Besançon              |     |     |       | 2-1 |
| 4    | FC Rouen      | 2   | 3 | 1 | 0 | 2 | 3  | 8  | 0,375 |  | FC Rouen                   |     |     |       |     |

Les matchs
| 1re journée - RC Lens 2-0 RCFC Besançon - FC Sète 0-1 FC Rouen | 2e journée - FC Sète 3-2 RCFC Besançon - RC Lens 6-1 FC Rouen | 3e journée - FC Sète 4-1 RC Lens - FC Rouen 1-2 RCFC Besançon |

À l'issue des barrages, le FC Sète et le RC Lens conservent leur place en première division.

## Sources
- L'Équipe (Août 1950 à Mai 1951)